# لورانس أ. بولاند
لورانس أ. بولاند هو اقتصادي كندي، ولد في 1939.